# Los Roques

Lägeskarta, Los Roques längst upp

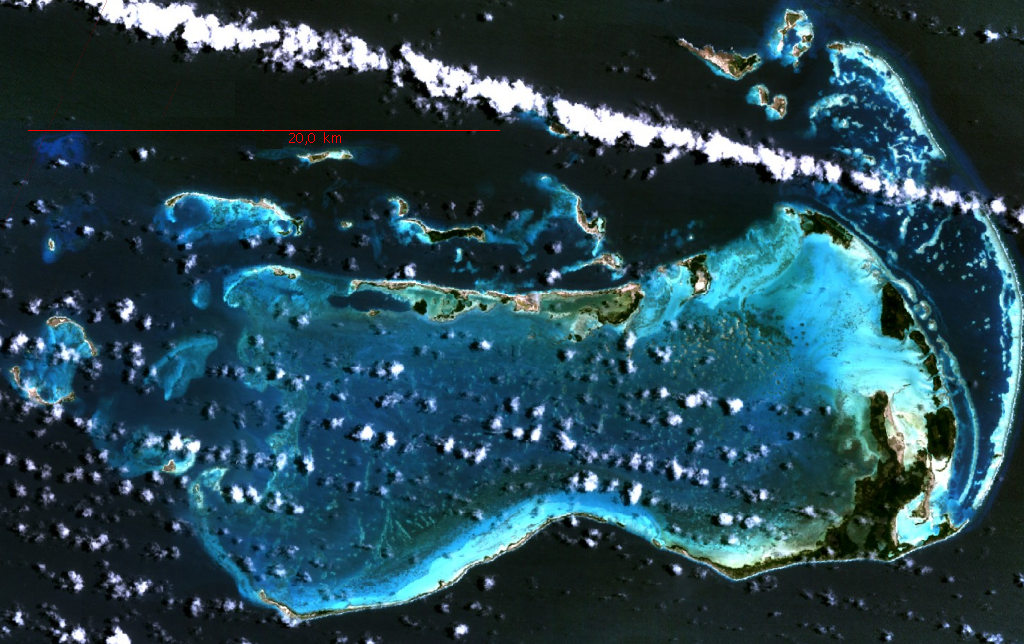
Los Roques arkipelagen

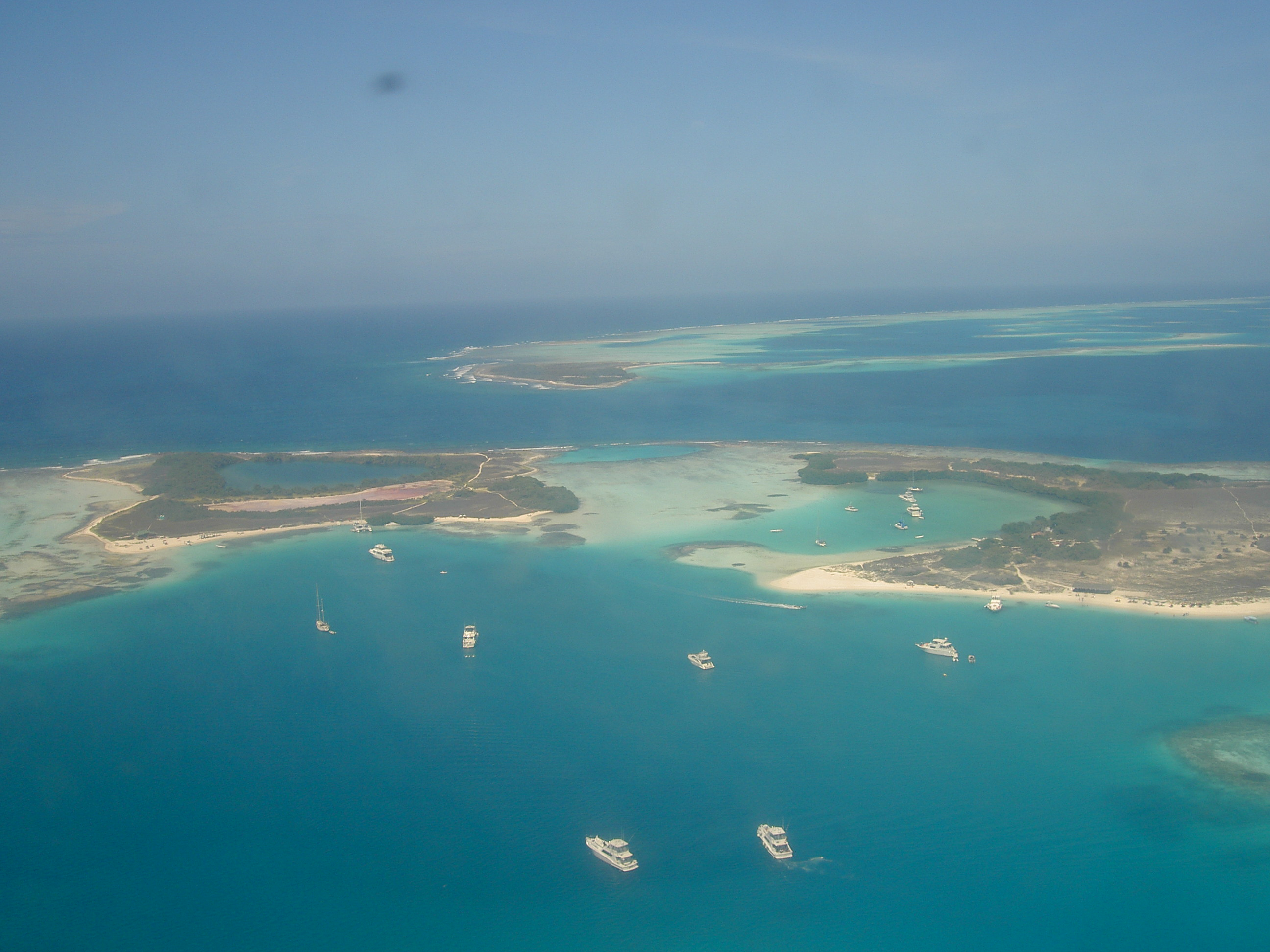
Vy över Los Roques

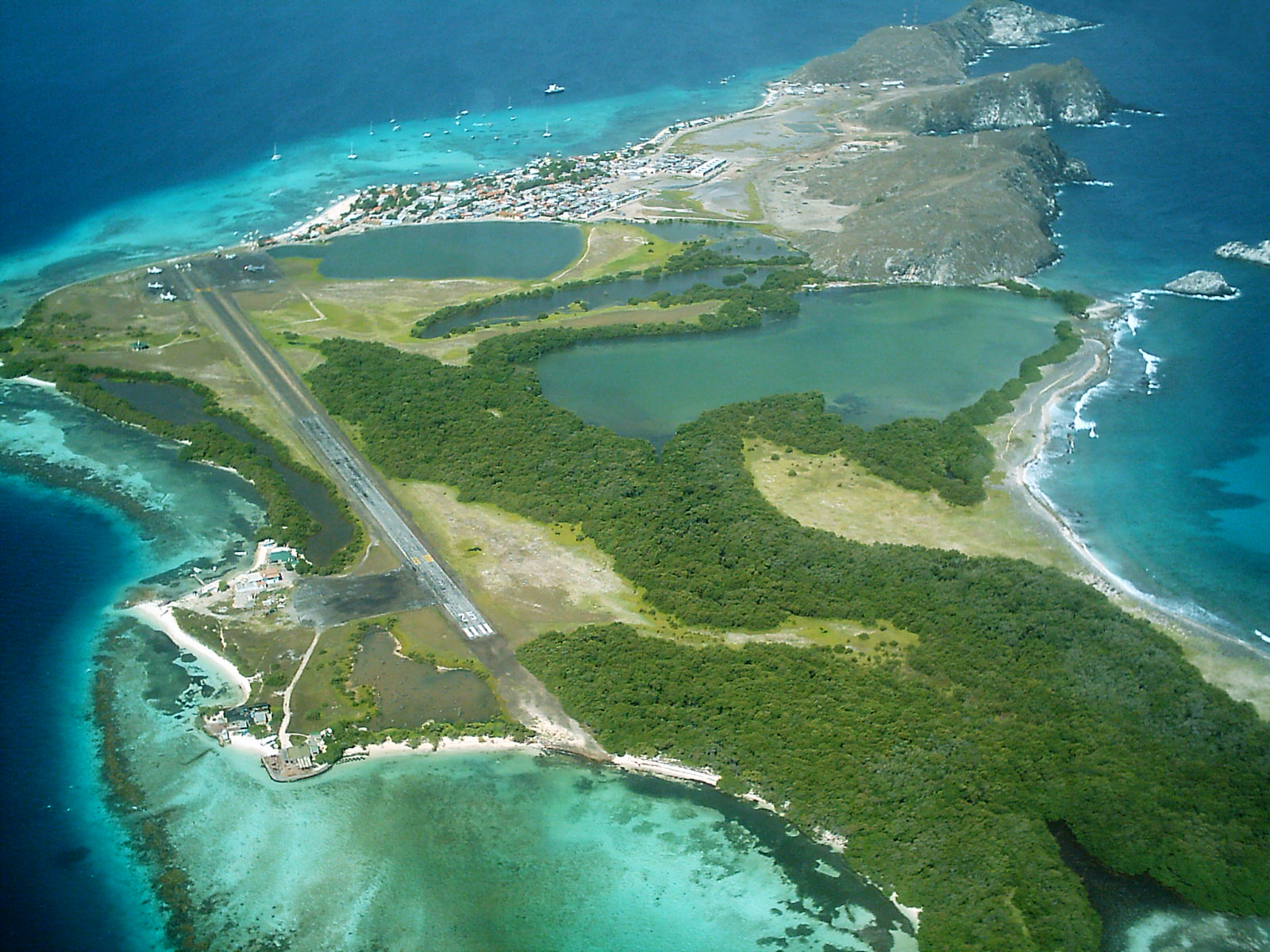
Gran Roque, huvudön

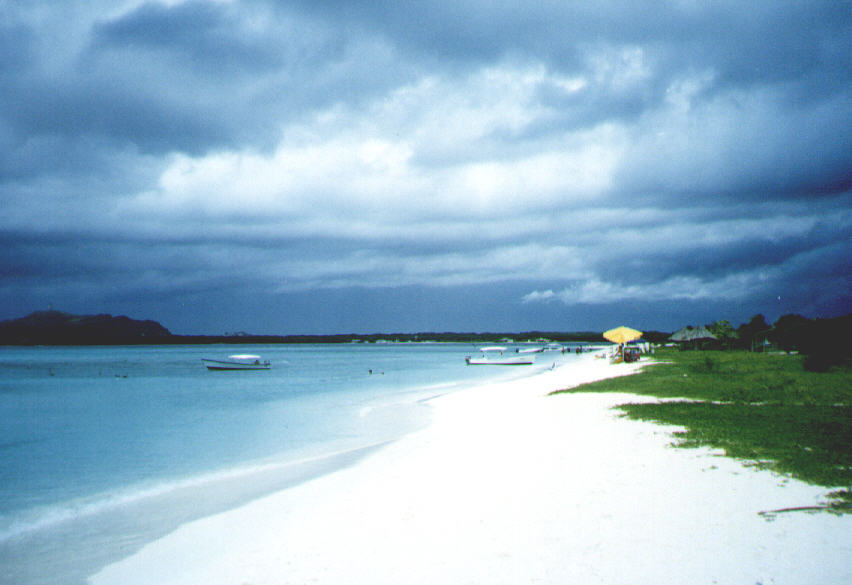
Strand i Los Roques

Los Roques eller Los Roques Arkipelagen (spanska Archipiélago de Los Roques) är en ögrupp i norra Venezuela i nordöstra Sydamerika. Los Roques arkipelagen betraktas som världens största marina nationalpark.

## Geografi
Los Roques arkipelagen ligger i Karibiska havet cirka 175 km norr om Caracas och ca 130 km norr om hamnstaden La Guaira.
Området har en areal om ca 2211,2 km² med en landmassa på ca 36,6 km² med en längd på cirka 56,3 km och ca 24,6 km bred.
Området består av ett 50-tal öar, sandbankar och holmar och ca 300 korallrev där de största är i den
Norra delen
- Caya Nordisqui
- Cayo Pirata
- Francisqui
- Gran Roque, huvudön och den enda befolkade, ca 15,1 km²

Östra delen
- Boca del Medio
- Cayo Buchiyaco
- Cayo La Maceta
- Cayo Sirrea

Mellersta delen
- Cayo Blanca Espana
- Crasqui
- Espenqui
- Raboqui

Södra delen
- Boca Grande Gresqui
- Cayo Grande
- Cayo Sal
- Cola de Salina

Västra delen
- Cayo de Agua
- Cayo Bequeve
- Caya Carenero
- Dos Mosquises

Ögruppen är boplats för en rad olika havsfåglar som olika arter av hägrar, fregattfåglar, pelikaner och tärnor och vattnen omkring öarna är habitat för en rad olika havsdjur som koraller, blötdjur, svampdjur, sjöborrar och blåsfiskar.
Den högsta höjden är på ca 120 m ö.h.
Befolkningen uppgår till ca 1.500 invånare där de flesta bor i huvudorten Gran Rogue på huvudöns södra del. Förvaltningsmässigt utgör området en del i estado (delstaten) Dependencias Federales.
Ögruppens flygplats Los Roques airport (Aeropuerto Los Roques, flygplatskod "LRV") ligger på huvudöns sydöstra del och har kapacitet för lokalt flyg. Öarna kan även nås med fartyg och det finns regelbundna färjeförbindelser med en rad orter på fastlandet.

## Historia
1589 införlivades arkipelagen i delstaten Vargas av den dåvarande provinsguvernören.
1871 införlivades sedan ögruppen officiellt i Venezuela efter ett dekret av dåvarande presidentenAntonio Guzmán Blanco.
1938 utsågs Los Roques arkipelagen till ett "Dependencia federal" (federalt område).
Den 9 augusti 1972 skapades nationalparken efter ett regeringsbeslut och parkområdet inrättades formellt den 18 augusti.
Den 2 november 1991 införlivades området i delstaten Dependencias Federales och förvaltas av en särskild myndighet Autoridad Unica (Högsta auktoriteten).